# Fischerhaus (Flensburg-Fruerlund)
Das Fischerhaus in Flensburg-Fruerlund aus dem 19. Jahrhundert gehört zu den Kulturdenkmalen am Flensburger Hafen.

## Hintergrund
Das genaue Datum der Errichtung des schlichten Putzbaus ist unbekannt. Es wird vermutet, dass es in der ersten Hälfte des 19. Jahrhunderts errichtet wurde.  Das Fischerhaus wurde, wie sein Name verrät, offensichtlich von einem Fischer bewohnt, genauso wie das in der Nachbarschaft befindliche Kapitänshaus (Ballastbrücke 16) offenbar nach dem ausgeübten Beruf seines Besitzer benannt wurde. Weitere Häuser, die ehemals von Fischern bewohnt wurden, befinden sich im Viertel Achter de Möhl, das entsprechend seiner ehemaligen Bewohner früher auch Fischerhof genannt wurde. Das Fruerlunder Fischerhaus, das von der Straße Ballastbrücke etwas zurückversetzt liegt, erhielt die Adresse „Ballastbrücke 11“. Zunächst besaß das eingeschossige Gebäude lediglich ein Satteldach in Traufstellung. 1932 wurde direkt über dem Eingang des Hauses ein Mittelzwerchhaus mit Dreiecksgiebel hinzugefügt. Das Fischerhaus wurde in neuerer Zeit aus geschichtlichen und städtebaulichen Gründen unter Denkmalschutz gestellt.